# فالق شمال الأناضول

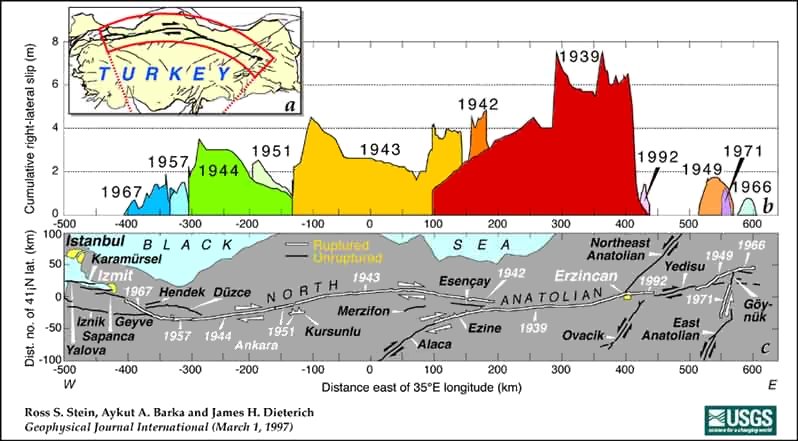
المقادير الانزلاقية لزلازل في القرن 20

فالق شمال الأناضول (بالتركية: Kuzey Anadolu Fay Hattı)‏ فالق انزلاق جانبي يميني نشط في شمال الأناضول الذي يمتد على طول الحدود بين الصفيحة الأوراسية والصفيحة الأناضولية. يمتد الفالق غربًا من تقاطع مع فالق شرق الأناضول عند تقاطع كارليوفا الثلاثي في شرق تركيا، عبر شمال تركيا وإلى بحر إيجه بطول 1500 كيلومتر. يمتد حوالي 20 كم جنوب إسطنبول. يشبه فالق شمال الأناضول في نواح كثيرة فالق سان أندرياس في كاليفورنيا. كلاهما عبارة عن تحويلات قارية ذات أطوال ومعدلات انزلاق متشابهة. يعد بحر مرمرة بالقرب من إسطنبول حوضًا ممتدًا يشبه حوض سالتون [الإنجليزية] في كاليفورنيا، حيث يؤدي الانحناء المنطلق [الإنجليزية] في نظام الانزلاق المضربي إلى إنشاء حوض قابل للانفصال [الإنجليزية].